# Fenfuram
Le fenfuram est utilisé comme fongicide, c'est un pesticide qui vise la respiration cellulaire avec pour cible le complexe II de la chaine respiratoire, il fait partie de la grande famille des SDHI. Dans une étude d'épidémiologie, il vient d'être associé à des cancers du rein. Son action n'est pas spécifique aux fongicides, il agit sur tous les organismes qui possèdent des mitochondries nécessaire à la respiration des cellules.